# ويليام كيج برادي جونيور
ويليام كيج برادي جونيور (بالإنجليزية: William Gage Brady, Jr.)‏ هو مصرفي أمريكي، ولد في 20 ديسمبر 1887 في نيويورك في الولايات المتحدة، وتوفي في 9 أكتوبر 1966 في Mission Health ‏ في الولايات المتحدة.